# Andrea Semenzato
Andrea Semenzato (Venezia, 12 settembre 1981) è un pallavolista italiano.
Gioca nel ruolo di centrale nella Top Volley.

## Carriera
La carriera di Andrea Semenzato ha inizio nella Sisley Volley di Treviso nel 1997, giocando nella formazione di Serie B1, eccetto nella stagione 2000-01, quando ottiene qualche sporadica apparizione in prima squadra facendo quindi il suo esordio tra i professionisti in Serie A1.
Nella stagione 2001-02 viene ingaggiato dall'API Verona in Serie A2, dove resta per cinque stagioni e ottenendo nella stagione 2003-04, oltre alla vittoria della Coppa Italia di Serie A2, la promozione nel massimo campionato italiano; l'11 giugno 2002 inoltre fa il suo esordio nella nazionale italiana durante una partita contro gli Stati Uniti: nel 2006 è inoltre tra i convocati al campionato mondiale.
Nella stagione 2006-07 passa alla M. Roma Volley, in Serie A1, vincendo la Coppa CEV 2007-08; dopo un'annata nuovamente a Verona, nella stagione 2009-10 gioca per la Gabeca Monza ed in quella successiva nella Pallavolo Piacenza.
Nella stagione 2011-12 viene ingaggiato dalla Pallavolo Padova, mentre nella stagione seguente veste la maglia della Sir Safety Umbria Volley Perugia, a cui resta legato per due annate, fino al campionato 2014-15 quando passa alla Top Volley di Latina, sempre in Serie A1.

## Palmarès

### Club
- Coppa Italia di Serie A2: 1

2003-04
- Coppa CEV: 1

2007-08